# Ashleigh Murray

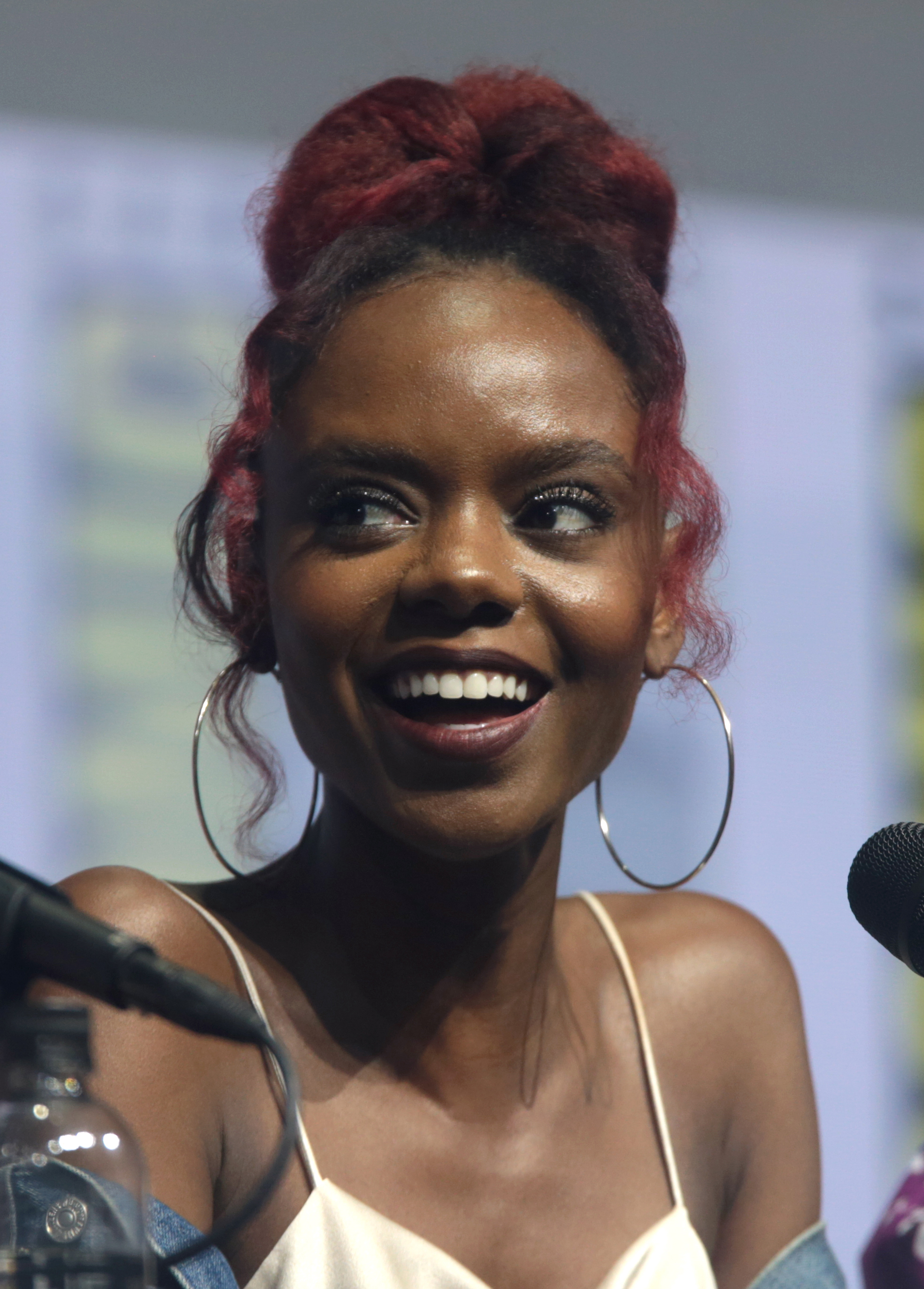
Ashleigh Murray auf der Comic-Con in San Diego im Juli 2018

Ashleigh Monique Murray (* 18. Januar 1988 in Kansas City, Missouri) ist eine US-amerikanische Sängerin und Schauspielerin.

## Leben
Ashleigh Murray zog in der fünften Klasse nach Oakland, Kalifornien. Dort nahm sie Klavier-, Jazz- und Hip-Hop-Unterricht. Später zog sie nach New York City, wo sie 2009 an der New York Conservatory for Dramatic Arts ihren Abschluss machte.
Bekannt wurde sie durch die Serie Riverdale, die seit dem 26. Januar 2017 auf dem Sender The CW ausgestrahlt wird. In der Serie verkörperte sie bis 2019 Josie McCoy, die Anführerin der Gesangsgruppe „Pussy Cats“ an der Riverdale-High.

## Filmografie
- 2014: The Following (Fernsehserie, Folge 2x01)
- 2016: Younger (Fernsehserie, 2 Folgen)
- 2017: Deidra und Laney – Diebstahl auf Schienen (Deidra & Laney Rob a Train)
- 2017–2019, 2021, 2023: Riverdale (Fernsehserie, 41 Folgen)
- 2018: Alex, Inc. (Fernsehserie, Folge 1x01)
- 2020: Valley Girl
- 2020: Katy Keene (Fernsehserie, 13 Folgen)
- 2021: Christmas in Harmony (Fernsehfilm)
- 2021–2023: Rugrats (Fernsehserie, 9 Folgen, Stimme)
- 2022: The Way Out
- 2022: Tom Swift (Fernsehserie, 10 Folgen)
- 2023: The Other Black Girl (Fernsehserie, 10 Folgen)